# 제임스 밋첨
제임스 밋첨(James Mitchum, 1941년 5월 8일 ~ )은 미국의 배우이다.

## 영화
- 킬리만자로의 복수 (1990년)
- 람보 캅 (1988년)
- 몬스터 (1979년)
- 도시의 밤 (1976년)
- 자유의 이차선 (1971년)
- 인 함스 웨이 (1965년)
- 콜로라도 테리토리 (1949년)